# Tétrachlorométhane
Le tétrachlorométhane ou tétrachlorure de carbone est un composé chimique chloré de formule brute : CCl4. À pression et température ambiante, c'est un liquide incolore, très volatil dont les vapeurs sont nocives pour les êtres vivants. C'est aussi un polluant dangereux pour la couche d'ozone. Il a longtemps été utilisé pour la synthèse de fluides frigorifiques et comme solvant. Son utilisation diminue depuis plusieurs décennies à cause de contraintes environnementales et toxicologiques.

## Propriétés
CCl4 est une molécule comportant un atome de carbone central, et 4 atomes de chlore reliés au carbone par des liaisons covalentes. L'ensemble forme un tétraèdre parfait. Cette molécule fait donc partie des halométhanes comme CF4. Le tétrachlorométhane est donc apolaire, ce qui le rend apte à solubiliser des molécules telles que des huiles ou des graisses.
Sa pression de vapeur saturante à température ambiante est relativement élevée : 119,4 hPa avec une odeur caractéristique typique des hydrocarbures chlorés. Par rapport à d'autres solvants organiques, CCl4 a une densité élevée, largement supérieure à celle de l'eau : 1,59.
Le tétrachlorométhane a une constante molale ébullioscopique de 5,26 °C1 kg1 mol−1.

## Synthèse
On distingue deux grandes familles de procédés de synthèse : celui qui utilise le méthane comme substrat de départ et celui qui utilise le méthanol. Le premier est basé sur la chloration du méthane par le dichlore :
CH4 + Cl2 → CH3Cl + HCl
Le second utilise l'acide chlorhydrique :
CH3OH + HCl → CH3Cl + H2O
Dans les deux cas, une fois que l'on a obtenu le chlorure de méthyle, on poursuit la synthèse en utilisant le dichlore :
CH3Cl + Cl2 → CH2Cl2 + HCl
CH2Cl2 + Cl2 → CHCl3 + HCl
CHCl3 + Cl2 → CCl4 + HCl
Ce sont des réactions radicalaires qui peuvent être initiées soit de façon thermique en chauffant autour de 400°C, soit en ajoutant un initiateur comme l'AIBN.

## Usages
En chimie organique, le tétrachlorométhane était souvent employé en tant que solvant. Du fait de sa toxicité (hépatotoxicité et néphrotoxicité), il est souvent remplacé par d'autres solvants moins toxiques comme le chloroforme ou le dichlorométhane.
CCl4  est aussi un fluide utilisable dans les installations de réfrigération, il était connu sous le code R10, Halon 104 ou fréon 10. Il est aujourd'hui interdit pour cet usage du fait de sa forte toxicité et de son action sur la couche d'ozone.

## Dangerosité et interdiction
En raison de son atteinte à la couche d'ozone, cette substance est interdite au niveau mondial en un usage industriel massif par le protocole de Montréal depuis 1985 mais sa présence dans l’atmosphère a diminué moins vite que prévu et en 2014 une augmentation inexpliquée a même été constatée. En 2011, l'industrie Arkema Mont a rejeté 118 tonnes de tétrachlorure de carbone, soit 7 fois plus que le seuil toléré pour l'ensemble du territoire européen.
Les effets de tétrachlorure de carbone sur la santé humaine et l'environnement ont été évalués au titre de REACH en 2012 dans le cadre de l'évaluation de substance par la France. Par la suite, des informations complémentaires ont été demandées aux producteurs, mais plus tard cette décision a été renversée.
Un lien significatif entre l’exposition au tétrachlorométhane et le risque de survenue de la maladie de Parkinson est établi.

## Composés apparentés
- Chlorométhane
- Dichlorométhane
- Chloroforme (ou trichlorométhane)
- Tétrachlorure de silicium